# Yves Barbier
Pour les articles homonymes, voir Barbier.
Yves Barbier, né le 1er décembre 1893 à Besançon,, et mort le 19 août 1944  à Norges-la-Ville, est un résistant français. Il était, de fonction, ingénieur du cadastre à Vesoul.

## Biographie
Yves Barbier est le fils d'Honoré Marie Joseph Barbier, chef d'escadron, chevalier de la Légion d'Honneur, originaire d'Avallon (Yonne) et de Léonie Moyne, originaire de Beaune (Côte d'Or). 
Il adhère au mouvement Défense de la France, puis en assume la responsabilité départementale. La résistance se structure en 1943, autour de la presse clandestine et de sa diffusion, des actions de renseignements, de sabotages (des cheminots font sauter plusieurs locomotives et du matériel ferroviaire au dépôt de Vesoul en novembre 1943).

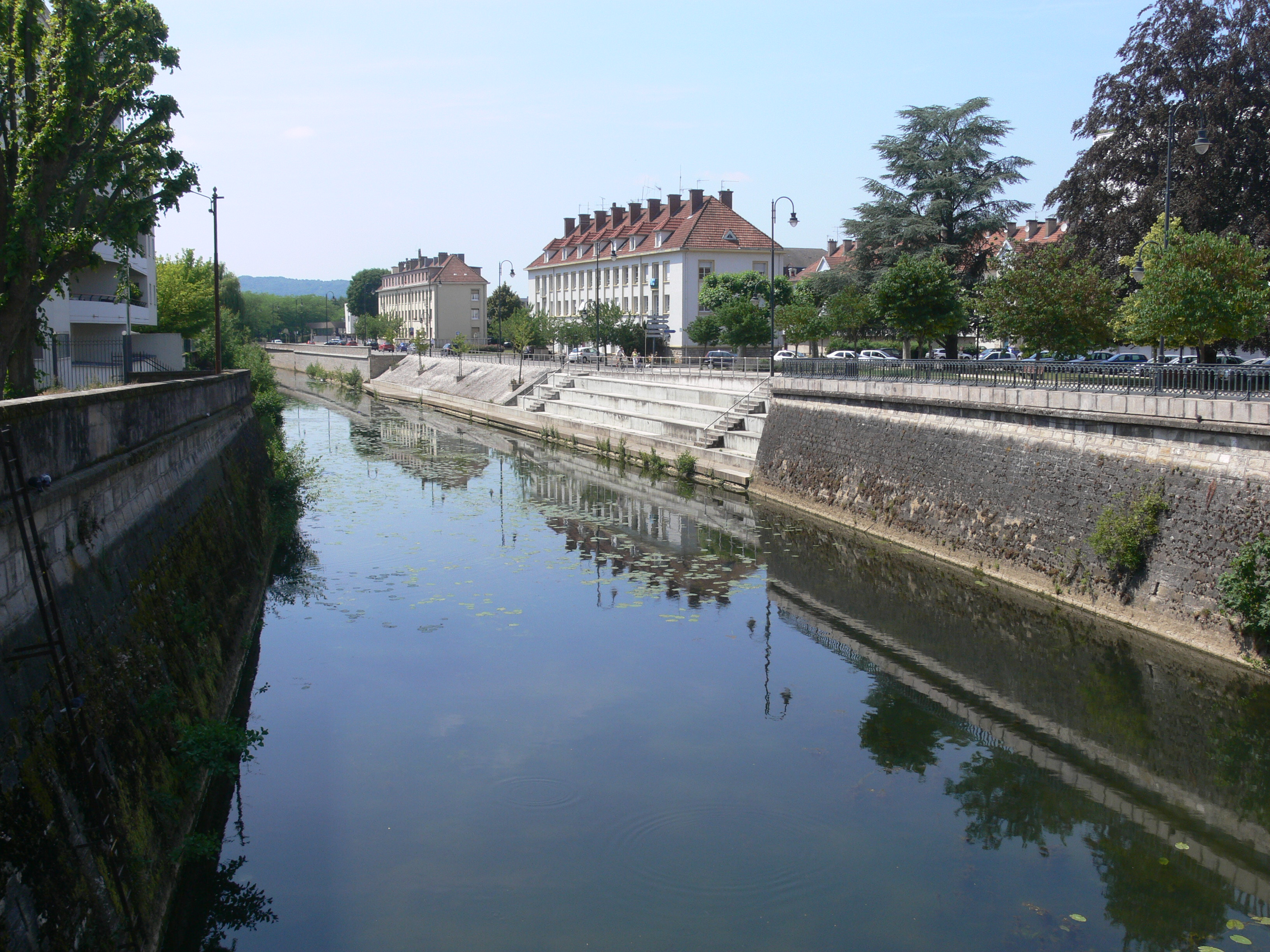
Le quai Yves-Barbier à Vesoul.

Il est arrêté à Besançon par la Gestapo le 2 février 1944.
Il est emprisonné à Besançon puis à Dijon jusqu'au 19 août 1944, jour où il est conduit dans les bois de Norges et exécuté, en compagnie de Marcel Beninger, Claude Leguyader, Jean Rochet - qui survivra, quoique handicapé, jusqu'en 1983 (Mort pour la France). Dijon fut libérée le 11 septembre.
Un quai du Durgeon à Vesoul porte son nom.
Marié, il a eu 7 enfants.

## Distinctions
- Chevalier de la Légion d'honneur (16 mars 1921)[7]
- Médaille de la Résistance française (24 avril 1946)[8]